# Pelycomaia minuta
Pelycomaia minuta är en kräftdjursart som först beskrevs av John R. Edmondson 1933.  Pelycomaia minuta ingår i släktet Pelycomaia och familjen Cryptochiridae. Inga underarter finns listade i Catalogue of Life.